# Lorinser
Sportservice Lorinser GmbH, чаще употребляемая в сокращённом варианте Lorinser — немецкая компания, один из ведущих мировых тюнеров в области доработки автомобилей торговой марки Mercedes-Benz. Главный офис расположен в Германии в городе Винненден, где в 1976 году был основан филиал мастерской Эрвина Лоринзера, впоследствии преобразованный в самостоятельное предприятие.
На сегодняшний день компания имеет торговых представителей в 42 странах мира. Основными рынками сбыта продукции являются страны Европы, США, Япония, Китай, Россия, Объединенные Арабские Эмираты, Кувейт и Саудовская Аравия.
В сферу деятельности Sportservice Lorinser входит большое количество различных направлений, таких как доработка двигателей (в основном за счёт перепрограммирования ЭБУ, установки компрессоров и замены выхлопной системы), стайлинг автомобилей (изменение экстерьера и интерьера), модернизация трансмиссий и шасси, а также иные направления тюнинга.

## История

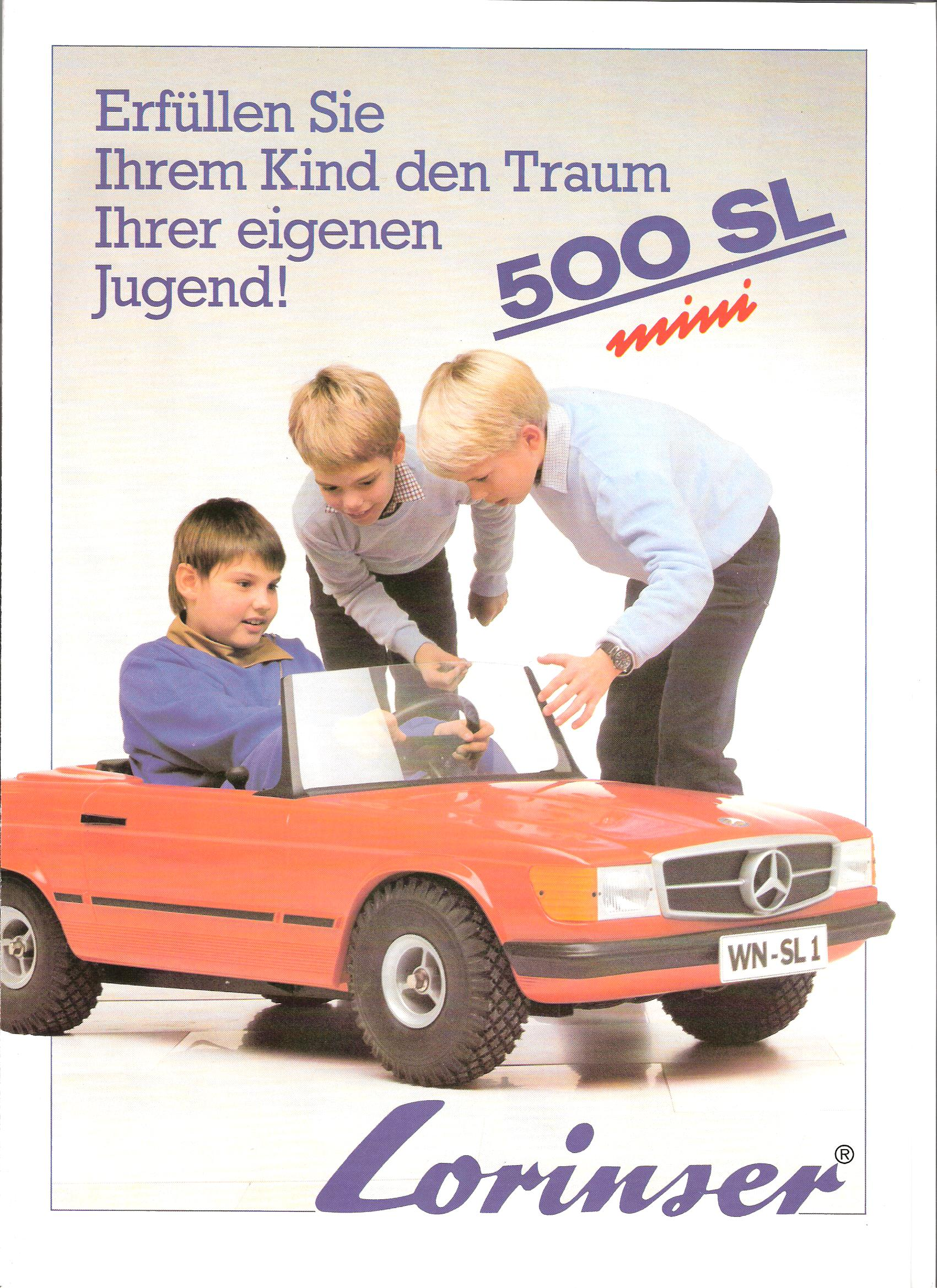
Реклама детского автомобиля от Lorinser

1 марта 1930 автомеханик Эрвин Лоринзер открыл в Вайблингене, Германия, независимую автомастерскую, слава о которой распространилась достаточно быстро. Вскоре Лоринзер привлёк внимание Штутгартского концерна Daimler-Benz AG, по предложению руководства которого в качестве официального агента по перепродаже легковых и грузовых автомобилей он стал выполнять обслуживание в мастерской и взял на себя ответственность за сервис. Штат сотрудников компании Lorinser постепенно стал увеличиваться. Однако планы по расширению бизнеса были приостановлены Второй мировой войной, когда все автопроизводители переключились на выпуск и обслуживание военной техники. Тем не менее, по окончании войны Эрвин восстановил компанию и вновь наладил официальные отношения с концерном Daimler-Benz.
В 1974 году Эрвин Лоринзер передал постоянно растущее предприятие своему сыну Манфреду назначив его управляющим, а сам остался в должности советника. В 1976 году в рамках нового филиала предприятия в Виннендене вместе с центром продаж легковых и грузовых автомобилей было открыто подразделение Sportservice Lorinser.
Новое подразделение занялось производством и доработкой существующих на рынке двигателей. Эта отрасль промышленности стремительно развивалась в середине 1970-х годов, что значительно поспособствовало росту предприятия. Первым автомобилем, выпущенным подразделением Sportservice Lorinser в 1977 году стал седан Mercedes-Benz W123, а двумя годами позже появился и первый тюнингованный универсал. В 1981 году было принято решение о расширении отдела тюнинга, благодаря чему Sportservice Lorinser был внесён в торговый реестр как самостоятельная фирма в 1983 году. В 1987 году сфера деятельности предприятия была расширена доработкой кузовов после открытия собственного покрасочного цеха.
В 1994 году было построено новое здание компании с выставочным залом для новых автомобилей. В качестве доказательства своих высоких стандартов в 1996 году компания Lorinser прошла сертификацию на соответствие международным стандартам качества DIN EN ISO 9002.
В 2002 году в Вайблингене было завершено строительство нового административного здания и выставочного зала. С 2006 года предприятие возглавляет Маркус Лоринзер, продолжая дело Lorinser Gruppe в третьем поколении.

## Продукция

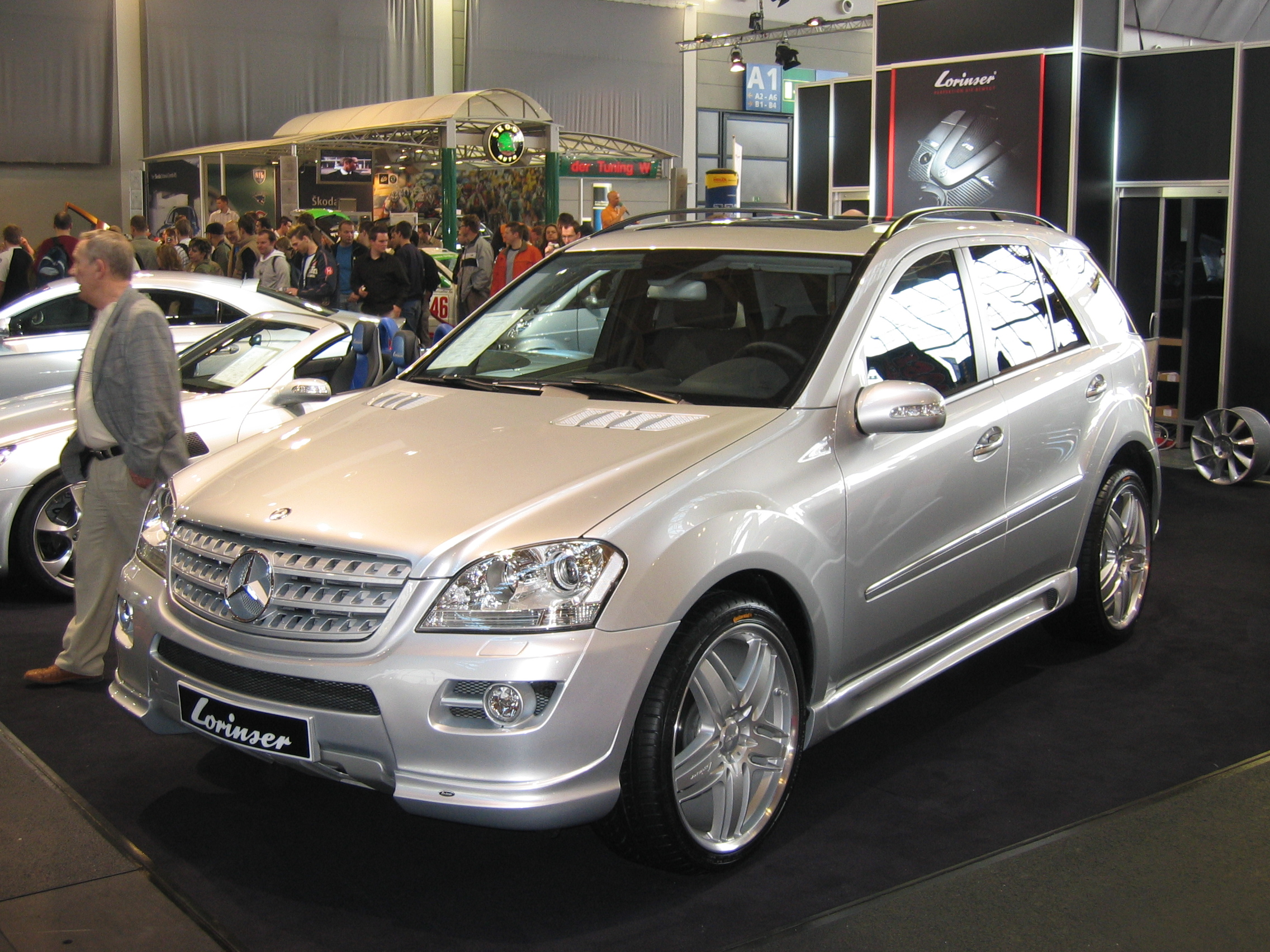
Mercedes-Benz M-класса в тюнинге от Lorinser

В список основных продуктов тюнинг-ателье входят:
- литые диски;
- выхлопные системы;
- индивидуальные интерьеры;
- стайлинг кузовов;
- аэродинамические компоненты;
- спойлеры на крыше, передние и задние спойлеры;
- бампера;
- боковые юбки и пороги;
- чип-тюнинг (перепрошивка ЭБУ для повышения производительности);
- тюнинг топливной системы;
- оптимизация подвески.